# Wojciech Wiszniewski
Wojciech Wiszniewski (ur. 22 lutego 1946 w
Warszawie, zm. 21 lutego 1981 w Warszawie) – polski reżyser, scenarzysta oraz aktor.

## Życiorys

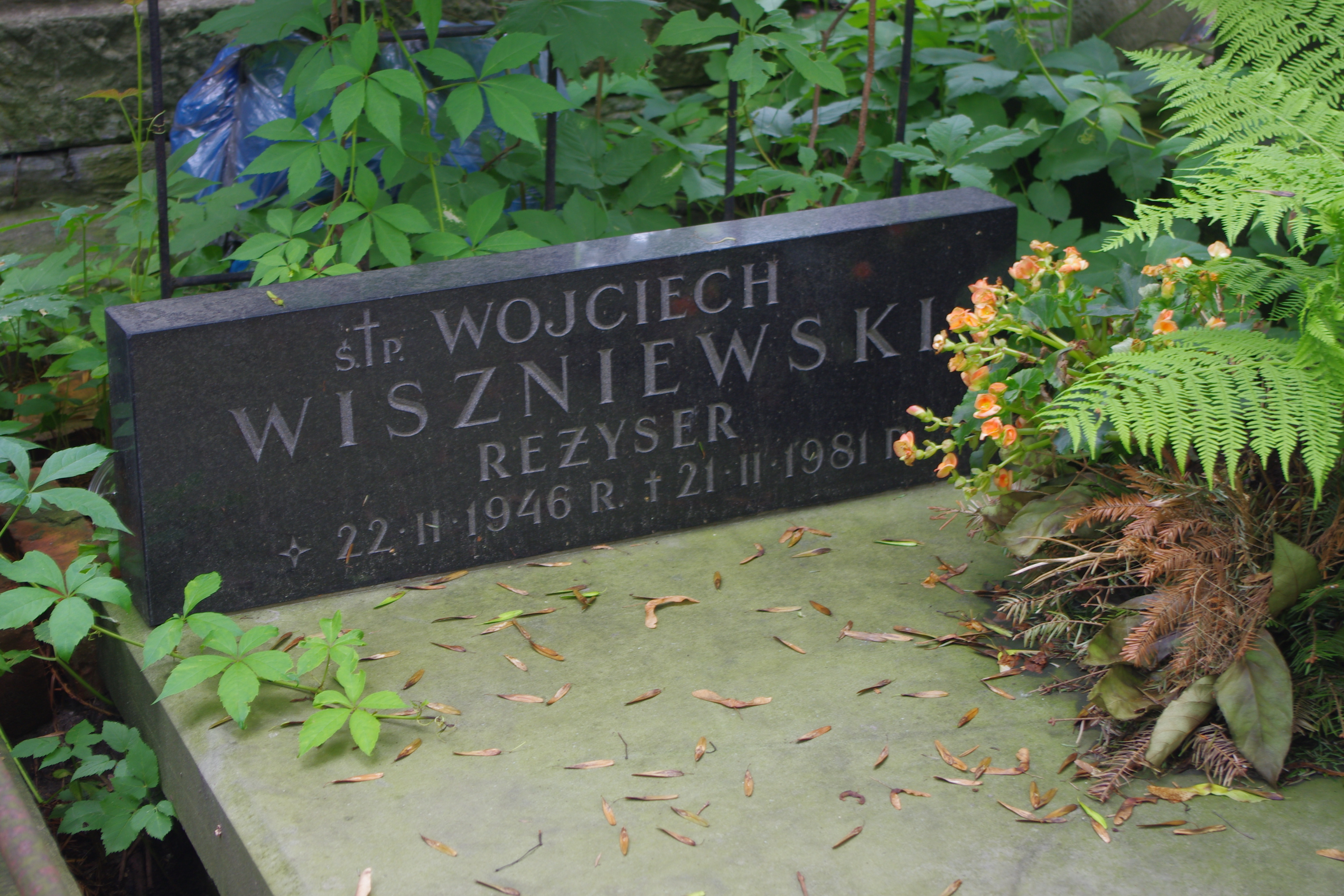
Grób reżysera Wojciecha Wiszniewskiego na Cmentarzu Powązkowskim w Warszawie

Wojciech Wiszniewski w 1972 ukończył studia na Wydziale Reżyserii Szkoły Filmowej w Łodzi. Już na samym początku studiów jego pierwsza etiuda filmowa Zawał serca z 1967 r. została wybrana do konkursu i wyróżniona na ważnym wówczas Festiwalu Filmów Krótkometrażowych w Oberhausen w RFN. Wiszniewski był związany z Wytwórnią Filmów Oświatowych, Wytwórnią Filmów Dokumentalnych, Wytwórnią Filmową „Czołówka” i Zespołem Filmowym „Nurt”, a od 1979 r. był członkiem Zespołu Filmowego „Perspektywa”.
Wiszniewski przewodniczył Kołu Młodych Stowarzyszenia Filmowców Polskich, które wcześniej, w 1978 r., nagrodziło go swoją doroczną nagrodą za konsekwentną postawę twórczą, a także współzałożycielem i kierownikiem programowym Studia Młodych TVP im. Andrzeja Munka.
Wojciech Wiszniewski zmarł nagle na zawał serca 21 lutego 1981 w swoim mieszkaniu w Warszawie. Pierwszy atak serca nie został trafnie rozpoznany przez lekarza pogotowia. W godzinę później nastąpił kolejny, śmiertelny atak.
Przed śmiercią rozpoczął przygotowania do filmu Porwanie Króla, pełnometrażowego debiutu fabularnego, osnutego na wątkach historycznych związanych z porwaniem króla Stanisława Augusta Poniatowskiego.
Pośmiertnie otrzymał Grand Prix Festiwalu w Oberhausen za film z 1976 r. Elementarz oraz honorowe wyróżnienie Koszalińskich Spotkań Filmowych „Młodzi i Film” za wybitne wartości społeczne, moralne i artystyczne jego filmów.
Odznaczony też pośmiertnie Krzyżem Kawalerskim Orderu Odrodzenia Polski.

## Życie prywatne
Wojciech Wiszniewski był synem Włodzimierza Wiszniewskiego seniora i Ireny Czajkowskiej. Jego żoną była Joanna Miłobędzka, z którą miał syna, Mateusza Wiszniewskiego.

## Filmografia
- Zawał serca (1967) – etiuda szkolna nagrodzona w Oberhausen w 1968 r.
- Jutro (1970) – Grand Prix za wartości publicystyczne na VII Festiwalu Etiud 1972 r.
- Robotnicy '71 (1972)
- Historia pewnej miłości (1974)
- Sztygar na zagrodzie (1974) – Brązowy Lajkonik na XVIII OFFK w Krakowie w 1978 r.
- O człowieku, który wykonał 552% normy (1974)
- Wanda Gościmińska, włókniarka (1975)
- Elementarz (1976) – Złoty Lajkonik na XXI OFFK w Krakowie,
- Stolarz (1976) – Grand Prix na XXVII MFFK w Oberhausen w 1981 r. (pośmiertnie)
- Porwanie Króla (1980) – niezrealizowany scenariusz filmu fabularnego

## Reżyseria teatralna
- Lublin – tamte dni (1979) – widowisko historyczne
- Palacz zwłok – teatr TV

## Filmografia
- Rekord świata – reżyseria Filip Bajon
- Debiut – reżyseria Sławomir Idziak
- Przejście podziemne – reżyseria Krzysztof Kieślowski
- Podróż do Arabii – reżyseria Antoni Krauze

## Nagrody
- 1978 – Nagroda Koła Młodych SFP za konsekwentną postawę twórczą i osiągnięcia w realizacji filmów
- 1978 – Sztygar na zagrodzie – Brązowy Lajkonik na XVIII OFFK w Krakowie
- 1981 – Elementarz – Złoty Lajkonik na XXI OFFK w Krakowie; Grand Prix, Westdeutsche Kurzfilmatege (ex aequo ze Zbigniewem Rybczyńskim za Tango)
- 1983 – Nagroda (pośmiertnie) na XI KSF „Młodzi i Film” za wybitne wartości społeczne, moralne i artystyczne jego filmów